# Artéria renal
A artéria renal é a artéria que vasculariza o rim. Existem em número de duas, uma para cada rim que nascem da artéria aorta e se dirigem até ao rim através do seu hilo. Devido à posição ligeiramente à esquerda da linha média da artéria aorta, a artéria renal esquerda é mais curta que a direita, que contorna posteriormente a veia cava inferior. Ramificam-se de seguida em dois grandes ramos (anteropiélico e retropiélico), que antes de penetrar no tecido renal se dividem em várias artérias segmentárias. Após este processo elas seguem para o néfron onde ocorre a filtração e formação da urina...